# A Ho Ho
A Ho Ho är Trance Dances debutalbum, utgivet 1986. Singlarna "Hoodoo Wanna Voodoo" och "River of Love" blev radiohits och låg på Trackslistan.

## Låtlista

### Sida A
1. Do the Dance
2. Tell Me All About It
3. River of Love
4. Lonely Lover's Symphony
5. Don't Walk Away

### Sida B
1. Hoodoo Wanna Voodoo
2. Beat of the City
3. Infiltration
4. Can't Get It Out of My Mind
5. She's in Heaven

## Medverkande
- Ben Marlene – sång
- John Stark - Bas
- Pelle Pop - Gitarr
- PJ Widestrand - Keyboard
- Susanne Holmström - Sång
- Yvonne Holmström - Sång
- Sören Johanssen - Trummor